# セルフ・モニタリング
セルフ・モニタリング（Self-monitoring、自己モニタリング、自己監視）は、 1970年代にマーク・スナイダー (Mark_Snyder_(psychologist)) によって提唱された概念で、自己呈示、表現行動、非言語的感情表現をどの程度監視するかを表す 。 

## 解説
スナイダーは、表現の制御を行う能力と欲求において大きな違いがあると主張した（ドラマトゥルギーを参照） 。 セルフ・モニタリングは、社会的状況に適応するために行動を規制する能力を指す性格特性として定義される。 感情表現を伴う自己呈示に関心のある人（印象管理を参照）は、公の場での望ましい印象を確保するために、聴衆を注意深く監視する傾向がある 。 セルフ・モニタリングする人は、個人やグループが自身の行動をどのように認識するかを理解しようとする。 性格タイプによっては、主体的に行動するタイプ（自己監視能力が低いタイプ）もあれば、意図的に行動を制御し意識的に調整するタイプ（自己監視能力が高いタイプ）もある 。 研究では、獲得的自己監視と防御的自己監視は、メタ特性との相互作用が異なるため、区別する必要があることが示されている 。 これにより、自己監視行動の背後にある動機が、他者からの評価を得るため（獲得的）か、社会的非難から自分を守るため（防衛的）かに区別される。

## 関連文献
- “An analysis of the self-monitoring scale.”. Journal of Personality and Social Psychology 38 (4):  679–686. (April 1980). doi:10.1037/0022-3514.38.4.679.
- “The self-monitoring scale: A factorial comparison among Mexicans, Mexican Americans and Anglo Americans.”. Hispanic Journal of Behavioral Sciences 8 (3):  225–242. (September 1986). doi:10.1177/07399863860083003.
- “Revision of the self-monitoring scale”. Journal of Personality and Social Psychology 46 (6):  1349–64. (June 1984). doi:10.1037/0022-3514.46.6.1349. PMID 6737217.
- “Attitudes versus actions: The relationship of verbal and overt behavioral responses to attitude objects.”. Journal of Social Issues 25 (4):  41–78. (October 1969). doi:10.1111/j.1540-4560.1969.tb00619.x.